# Eduard
Eduard je moško osebno ime.

## Izvor imena
Ime Eduard je različica moškega osebnega imena Edvard.

## Pogostost imena
Po podatkih Statističnega urada Republike Slovenije je bilo na dan 31. decembra 2007 v Sloveniji število moških oseb z imenom Eduard: 118.

## Osebni praznik
Osebe z imenom Eduard lahko godujejo takrat kot osebe z imenom Edvard.

## Znane osebe
- Eduard Ševardnadze, gruzinski politik